# Bishop Hill
Bishop Hill es una villa ubicada en el condado de Henry en el estado estadounidense de Illinois. En el Censo de 2010 tenía una población de 128 habitantes y una densidad poblacional de 92,38 personas por km².

## Geografía
Bishop Hill se encuentra ubicada en las coordenadas 41°11′58″N 90°7′3″O / 41.19944, -90.11750. Según la Oficina del Censo de los Estados Unidos, Bishop Hill tiene una superficie total de 1.39 km², de la cual 1.39 km² corresponden a tierra firme y (0%) 0 km² es agua.

## Demografía
Según el censo de 2010, había 128 personas residiendo en Bishop Hill. La densidad de población era de 92,38 hab./km². De los 128 habitantes, Bishop Hill estaba compuesto por el 100% blancos, el 0% eran afroamericanos, el 0% eran amerindios, el 0% eran asiáticos, el 0% eran isleños del Pacífico, el 0% eran de otras razas y el 0% pertenecían a dos o más razas. Del total de la población el 0% eran hispanos o latinos de cualquier raza.